# Vita Hludovici

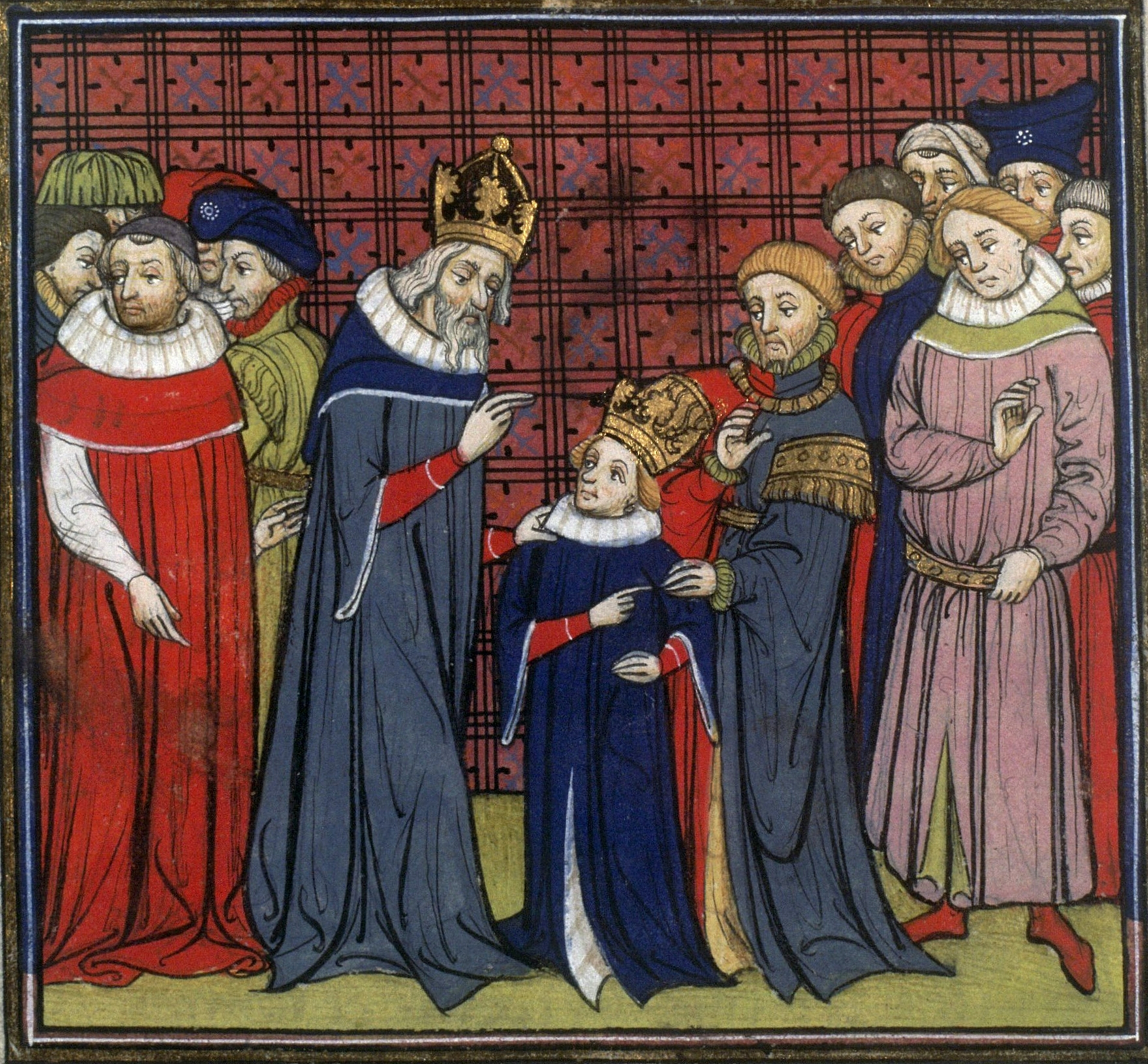
Carlomagno corona a Luis el Piadoso.

Vita Hludovici o Vita Hludovici Imperatoris (Vida de Luis o Vida del emperador Luis) es una biografía anónima sobre Ludovico Pío, emperador del Sacro Imperio Romano Germánico y rey de los francos del 814 al 840 d. C.

## Autoría
La obra fue escrita en latín hacia el año 840 d. C. por un autor anónimo al que convencionalmente se le llama Astronomus, el Astrónomo o, a veces, el Astrónomo de Limosín. Esta atribución se basa en sus reiterados comentarios detallados sobre cuestiones astronómicas en esta obra donde se describe a sí mismo como "alguien con acreditado conocimiento sobre esta materia".
Ocupó un cargo en la corte de Ludovico Pío, y sus referencias culturales y religiosas apuntan a que fuera laico, no un clérigo. Se ha conjeturado, basándose en la evidencia contenida en el texto, que el autor nació alrededor del año 800 d. C. y que su nacionalidad no era goda ni franca.
La actitud del autor hacia el tema es claramente subordinada y de admiración, aunque no idealiza a Ludovico del mismo modo que, por ejemplo, hace Eginardo en su Vita Karoli Magni. 
Se ha sugerido que el autor muestra cierto grado de desaprobación hacia los clérigos y el funcionamiento de la Iglesia franca, lo que da peso a la opinión de que no estaba formalmente conectado con la Iglesia.
Sin embargo, las tesis recientes más aceptadas lo identifican como un clérigo.

### Propuestas de identificación

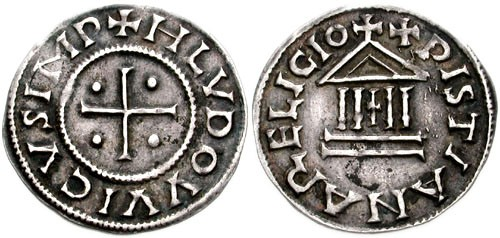
Denier de Louis (20 mm, 1,65 g, 1 h). Menta incierta. Golpeado entre el 822 y el 840 d. C.
Anverso : HLVDOVVICVS IMP, cruz; pellet en cada cuarto.
Reverso : XPISTIANA RELIGIO, templo; cruz dentro.

Se han realizado varios intentos de identificar al autor con un individuo en particular. En 1729, Von Eckhart pensó que era un notario adscrito a la corte de Ludovico entre 816 y 839. Von Simson en 1909 intentó identificarlo como el archidiácono Gerolt, un clérigo de la corte. Max Buchner, autor de estudios más modernos e influyentes sobre el trabajo del astrónomo, en 1940 lo identificó como Hilduino, canciller de Pipino II de Aquitania y de Carlos el Calvo.
Ernst Tremp apoya esta opinión en su importante estudio de 1995, aunque Buchner y Tremp difieren en aproximadamente una década respecto a la datación de la obra.
Tischler ha intentado recientemente argumentar que el astrónomo era Jonás de Orleans, pero la teoría de Hilduino sigue prevaleciendo con más aceptación entre los historiadores. Recientemente, Courtney Booker sugirió que Walafrid Strabo era el astrónomo.